# Ursberg
Ursberg là một đô thị ở huyện Günzburg bang Bavaria thuộc nước Đức.